# Moulin à vent de Boisse
Pour les articles homonymes, voir Boisse (homonymie).
Le moulin à vent de Boisse  est situé  au lieu-dit « Moulin de Boisse », à  Sainte-Alauzie dans le Lot, près de Castelnau-Montratier.

## Historique
Un premier moulin est cité en 1699 parmi les possessions du seigneur de Boisse dont il ne reste aucun vestige.
Le moulin a été déplacé pierre par pierre pour être reconstruit sur une colline moins soumise à la foudre au début du XIXe siècle comme l'indique la date de 1813 inscrite sur le linteau de la porte d'entrée.
Dans la salle des meules, au 2e étage, se trouve une inscription sur le châssis, "QUEBRE LOUIS 1892". 
Le moulin est ruiné et abandonné pendant la seconde Guerre mondiale. Il est restauré à la fin des années 1960 en changeant l'arbre moteur et en refaisant la toiture. 
Le moulin de Boisse a été fortement endommagé par la tempête de décembre 1999. Il a été rénové en grand en 2012. Les ailes du moulin de Boisse ont été brisées au cours de la tempête du 31 août 2015.
Le moulin à vent de Boisse a été inscrit au titre des monuments historiques le 2 mai 1979.

## Description
Le moulin comprend 4 niveaux. Il est coiffé d'une toiture conique à calotte tournante pour orienter l'arbre moteur en fonction de la direction du vent. L'existence de deux portes opposées en rez-de-chaussée permettait d'y pénétrer quelle que soit la position des ailes.

## Galerie

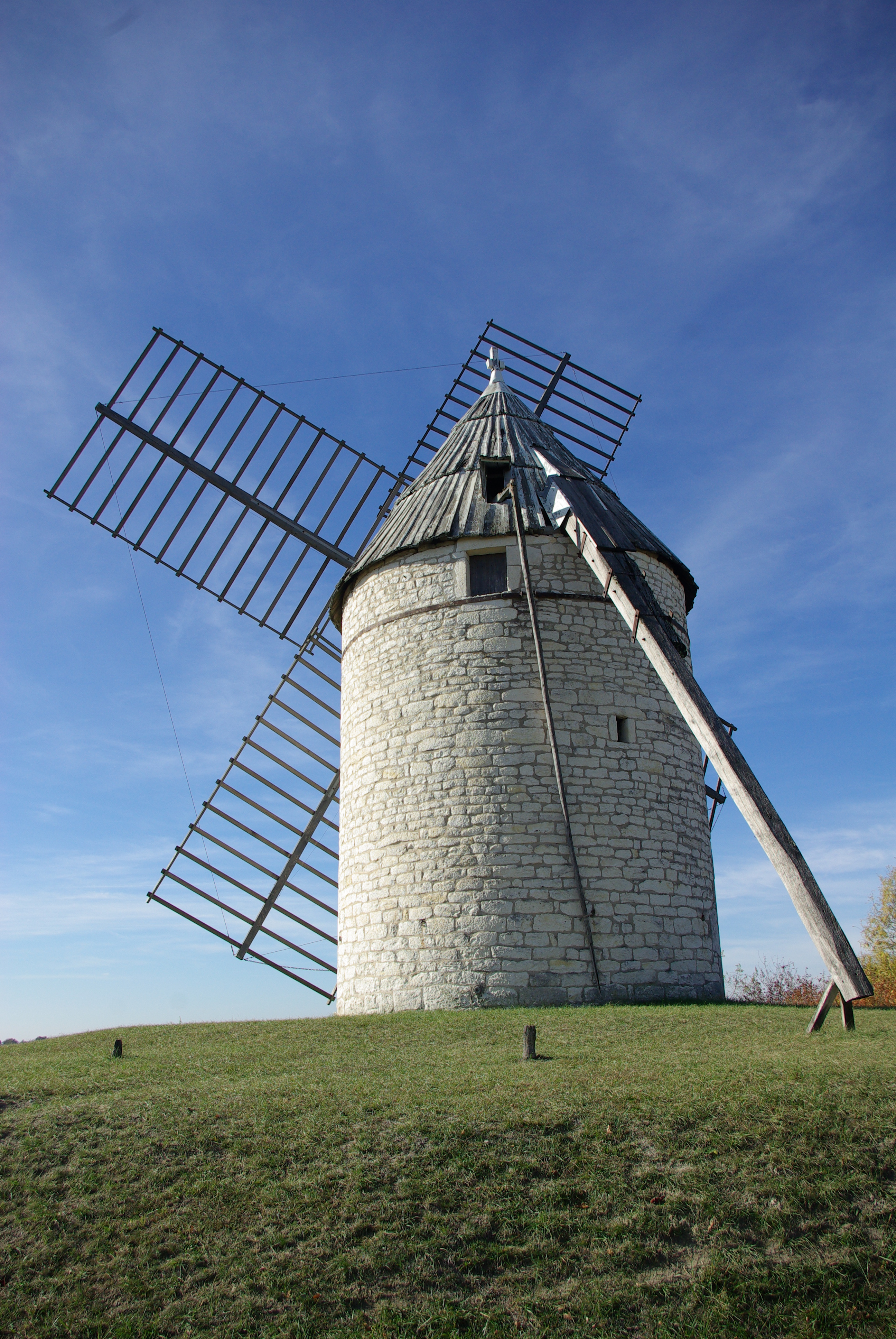
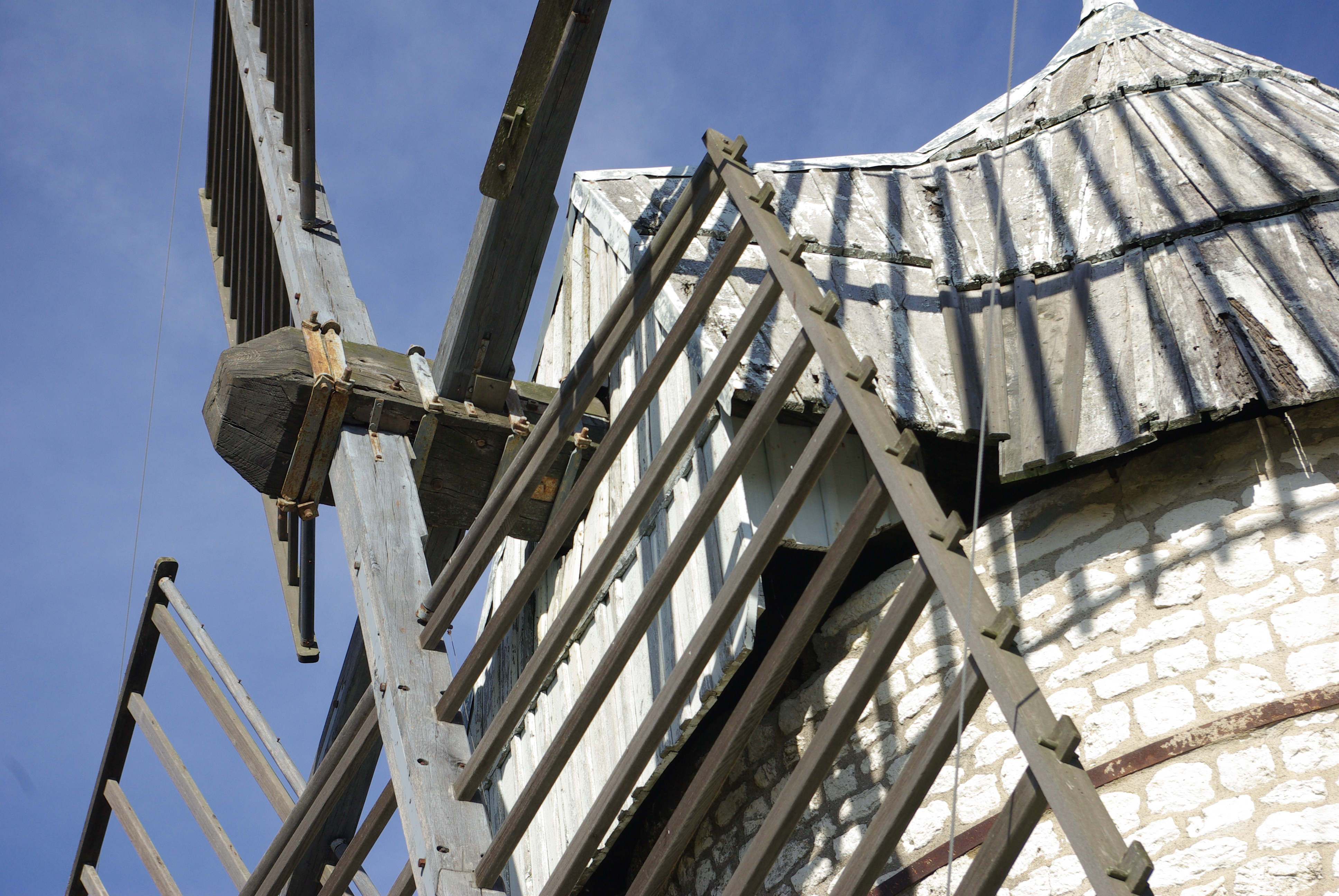

## Valorisation du patrimoine
L’association des Amis du Moulin de Boisse et du Canton de Castelnau-Montratier le fait fonctionner en diverses occasions notamment à Pâques et en été.